# Králův Dvůr
Králův Dvůr är en stad i Tjeckien.   Den ligger i distriktet Beroun och regionen Mellersta Böhmen, i den centrala delen av landet, 30 km sydväst om huvudstaden Prag. Králův Dvůr ligger 245 meter över havet och antalet invånare är 5 805.
Terrängen runt Králův Dvůr är kuperad åt nordväst, men åt sydost är den platt. Králův Dvůr ligger nere i en dal. Runt Králův Dvůr är det ganska glesbefolkat, med 42 invånare per kvadratkilometer. Närmaste större samhälle är Beroun, 3,1 km nordost om Králův Dvůr. Trakten runt Králův Dvůr består till största delen av jordbruksmark.